# Дефіцит вітаміну B12
Дефіцит вітаміну B12, також відомий як дефіцит кобаламіну – це стан низького рівня вітаміну B12 у крові та тканинах. 
При легкому дефіциті людина може відчувати втому та мати знижену кількість еритроцитів (анемію). При помірному дефіциті може виникнути болючість язика та початок неврологічних симптомів, включаючи аномальні відчуття, такі як поколювання і "шпильки та голки". Тяжкий дефіцит може включати симптоми зниженої функції серця, а також більш серйозні неврологічні симптоми, включаючи зміни рефлексів, погіршення м'язової функції, проблеми з пам'яттю, зниження смаку, зниження рівня свідомості та психоз. У жінок, як наслідок,може виникнути безпліддя. У маленьких дітей симптоми включають уповільнений ріст, слабкий розвиток та труднощі з рухом. Без раннього лікування деякі з цих змін можуть бути постійними.
Дефіцит кобаламіну визначається через знижене всмоктування вітаміну B12 зі шлунку або кишечника, його недостатнє споживання або підвищена потреба. Зниження всмоктування може бути пов'язане з перніціозною анемією, хірургічним видаленням шлунка, хронічним запаленням підшлункової залози, кишковими паразитами, певними ліками та деякими генетичними порушеннями. До ліків, які можуть знижувати абсорбцію, належать інгібітори протонної помпи, блокатори H2-рецепторів та метформін. Зниження споживання може спостерігатися у вегетаріанців та людей з недоїданням. 
Підвищені потреби споживання вітаміну B12 спостерігаються у людей з ВІЛ/СНІДом, а також у тих, у кого скорочений термін життя еритроцитів. Діагноз зазвичай ставиться на основі рівня вітаміну B12 у крові дорослих нижче 120–180 пмоль/л (від 170 до 250 пг/мл). Підвищений рівень метилмалонової кислоти також може свідчити про її дефіцит. Тип анемії, відомий як мегалобластна анемія, часто, але не завжди присутній.
Лікування полягає у застосуванні вітаміну B12 перорально або ін'єкційно: спочатку у високих добових дозах, далі рідше, у нижчих дозах, у міру покращення стану. Якщо виявлено оборотну причину, її слід усунути, якщо це можливо. Якщо оборотну причину не виявлено, або якщо її неможливо усунути, зазвичай призначається довічне вживання вітаміну B12. Дефіциту вітаміну B12 можна запобігти за допомогою добавок, що містять цей вітамін: рекомендується вагітним вегетаріанкам та веганам, а для інших не шкідливо. Ризик токсичності, що спричинена вітаміном B12, низький.
За оцінками, дефіцит вітаміну B12 у США та Великій Британії спостерігається приблизно у 6 відсотків людей віком до 60 років та у 20 відсотків людей віком понад 60 років. За оцінками, у Латинській Америці на цей дефіцит страждає близько 40 відсотків населення, а в деяких частинах Африки та Азії цей показник може сягати 80 відсотків.